# Tapinopa vara
Tapinopa vara là một loài nhện trong họ Linyphiidae.
Loài này thuộc chi Tapinopa. Tapinopa vara được George Hazelwood Locket miêu tả năm 1982.